# آلوکسنه
آلوکسنه (به لاتین: Alūksne) شهرکی در لتونی با جمعیت ۹٬۳۰۸ نفر است که در شهر الاکسن واقع شده‌است.